# Грицкевич, Анна Арсентьевна
Анна Арсентьевна Грицкевич — советский хозяйственный, государственный и политический деятель, Герой Социалистического Труда.

## Биография
Родилась в 1912 году в Санкт-Петербурге в рабочей семье. Член КПСС с 1960 года.
С 1929 года — на хозяйственной, общественной и политической работе. В 1929—1967 гг. — на фабрике «Красное знамя», обмотчица на завод «Севкабель» в городе Ленинграде, стахановка.
Принимала участие в строительстве оборонительных укреплений на подступах к Ленинграду, в эвакуации, на прежнем месте работы. 
Инициатор Всесоюзного соревнования за комплексную экономию сырья и материалов, член совета новаторов Ленинграда.
Указом Президиума Верховного Совета СССР от 7 марта 1960 года присвоено звание Героя Социалистического Труда с вручением ордена Ленина и золотой медали «Серп и Молот».
Избиралась депутатом Верховного Совета РСФСР 5-го созыва.
Умерла в Ленинграде после 1976 года.